# Zeilen (varen)

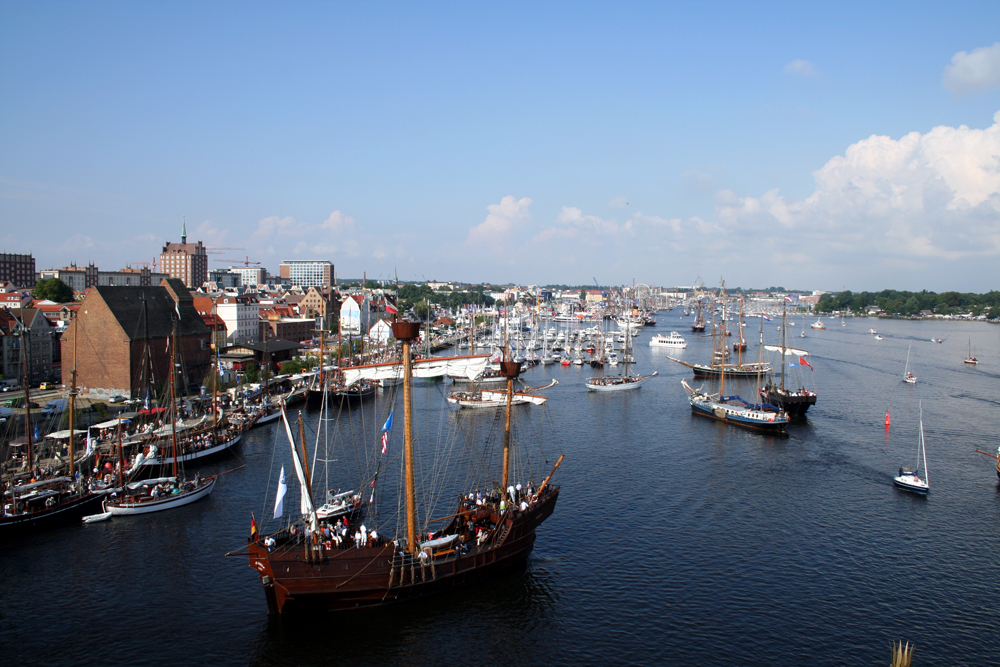
Hanse Sail, Rostock

Zeilen is een techniek van beweging over het water door windkracht op een zeilschip of surfplank, met een zeilwagen over land of met een ijszeiler over het ijs. De kracht van de wind en richting van de inkomende wind doen beweging ontstaan via het zeil.
Een koers die in de dode hoek ligt, min of meer tegen de wind in, kan niet bezeild worden.
De zeilgeschiedenis toont een langzame én voortdurende ontwikkeling van zeil en romp: van plompe schepen met vierkante zeilen hangend en gevoerd onder aan een ra (het dwarsgetuigde schip) tot slanke schepen met diepe kiel en de zeilen strak vooraan aan gespannen (het langsgetuigde schip). Modernere schepen kunnen beter tegen de wind in of hoog aan de wind zeilen, niettemin worden de rompvorm en het type tuigage vooral op commerciële gronden bepaald; ook al was modernere tuigage beschikbaar, toch ging men door met het bouwen van vierkant getuigde schepen.

## Zeiltechniek

### Werking van zeil en romp
Een zeil vertraagt en buigt de vrije stroming van wind af. Daardoor ontstaat er een drukverschil tussen de aan-de-windse kant van het zeil en de van de wind afgekeerde zijde.
Als een zeilschip met de windrichting mee vaart, heeft het baat bij een bol gesneden zeil, dat in staat is de aanstromende wind effectief te vertragen, zodat de in de wind aanwezige stromingsenergie goed benut wordt.
Als een schip schuin tegen de wind in voortgang wil boeken, is een strakker zeil effectiever. De wind valt dan schuin in het zeil in (zie illustratie). Een bolling van het zeil aan de achterzijde werkt remmend, doordat het een obstakel vormt voor de wegstromende lucht.

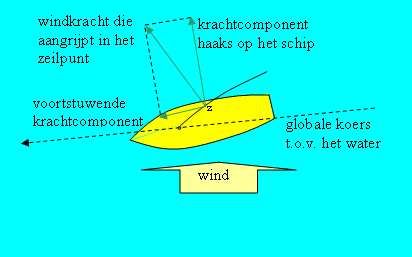
De kracht van wind op het zeil kan samengesteld gedacht worden uit een voorwaartse kracht en een kracht die de boot zijwaarts wegdrukt.

De schuin voorwaarts gerichte zeilkracht kan samengesteld gedacht worden uit een voorwaartse component en een zijwaartse. De zijwaartse component moet effectief tegengewerkt worden door enig zijwaarts oppervlak onder water. De voorwaartse kracht drijft het schip voort. Het onderwaterschip is voor het zeilgedrag even belangrijk als de effectiviteit van het zeil. Zijwaarts wegdrijven (drift, verlijeren) wordt tegengegaan door de kiel, midzwaard of zijzwaarden, of soms doordat de romp een scherpe diepstekende V-vorm heeft. Minimale voorwaartse weerstand wordt bereikt door een zo slank mogelijke romp. Omdat dit vaak in strijd is met de leefruimte, het laadvermogen, het vaargebied (waar ondiepten een diepstekende kiel onmogelijk maken) en het gedrag van de golven, is het rompontwerp altijd een compromis.

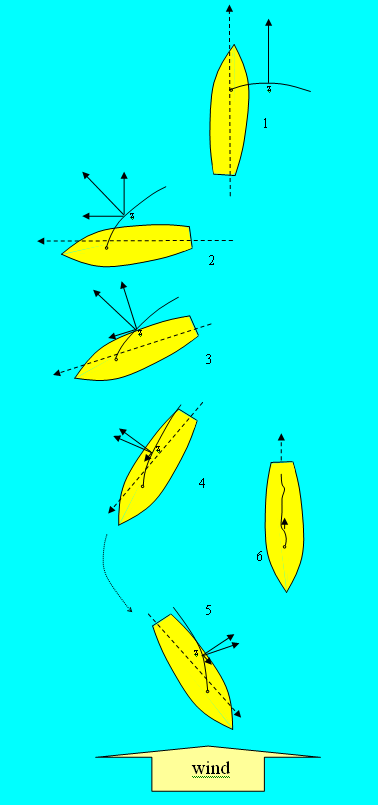
Weergave van de zeilstand en de romp ten opzichte van de inkomende wind en het water: 1. voor de wind, 2. halve wind (wind van opzij), 3. aan de wind (schuin van voren), 4 en 5. hoog aan de wind, 6. in de wind (de wind komt van voren). Indien een doel zodanig tegen de wind in gelegen is dat het niet in één keer bezeild kan worden, dan is laveren een oplossing: 4 en 5.

### Enkele begrippen en effecten
- Het zeilpunt (Z) is het aangrijpingspunt van de resultante van de druk op het zeil. Voor een begrip van de krachten die op een schip werken, rekent men de totale door de wind veroorzaakte kracht op het zeil of de zeilen, in het zeilpunt aangrijpt; de richting van die kracht is min of meer haaks op het zeil.
- Het lateraalpunt is het aangrijpingspunt van de krachten van het water die zijdelings op het schip inwerken; het is het onderwater-equivalent van het zeilpunt.
- Schijnbare wind. Zodra een zeilboot snelheid maakt, verandert de relatieve luchtsnelheid ten opzichte van de boot. Bij een voor-de-windse koers, waarbij de wind van achteren komt, is de resulterende windsnelheid die de boot "voelt", gelijk aan het verschil tussen wind- en bootsnelheid. Indien de boot recht tegen de wind in zou varen, is de schijnbare windsnelheid gelijk aan de som van bootsnelheid en windsnelheid. Bij andere koersen is de snelheid van schip en wind vectorieel op te tellen om de schijnbare windrichting en -snelheid te bepalen. Een windvaantje boven in de mast geeft de schijnbare windrichting aan.
- Het effect van waterstroming. Deze werkt door op de snelheid van de boot en dus op de schijnbare wind. Op rivieren kan de watersnelheid variëren met de plaats waar men vaart.
- Stuurgedrag. Omdat er onder verschillende omstandigheden een horizontale afstand zal zijn tussen het zeilpunt en het laterale punt, werkt er een koppel op het schip, dat daardoor neigt tot oploeven (de kop naar de wind draaien) of afvallen (de kop van de wind afdraaien). De arm van dit koppel is afhankelijk van de zeilvoering, van de helling en de koers van het schip ten opzichte van het water. Hij is maximaal bij ongeveer halve wind en minimaal indien de wind ongeveer evenwijdig aan de langs-as van het schip invalt.
- Rompsnelheid. Een bewegende scheepsromp maakt golven. Als het schip zo snel gaat dat er juist één golf naast de romp ontstaat, neemt de golfweerstand onevenredig toe en zal het verder verhogen van de snelheid onevenredig meer energie kosten; het schip zou dan voortdurend bezig zijn tegen de eigen boeggolf op te klimmen. De maximale snelheid, rekening houdend met dit effect, wordt rompsnelheid genoemd. In de praktijk hebben de golven ook een grote invloed op de snelheid van het schip. Wind op water veroorzaakt altijd golven en met het zeilen moet er rekening mee gehouden worden. Bij het rechtstreeks tegen de golven in "beuken" valt de boot stil en is het vaak efficiënter een ruimere koers te kiezen die minder tegen de golven ingaat, maar een langere vaarafstand heeft. Door de hogere snelheid wordt deze extra afstand vaak gecompenseerd. Zodra de golflengte langer is heeft het schip meer tijd om mee te bewegen met de golven en is de weerstand veel minder.[1]
- Op scherp zeilen. Bij het tegen de wind in varen is het de stuurkunst om een zo scherp mogelijke koers te varen zodat er zo min mogelijk gelaveerd moet worden. Wordt er echter een te scherpe koers gevaren dan vermindert de snelheid, zeker bij een grote golfslag. De stuurkunst is van een goed compromis te vinden tussen snelheid en een scherpe koers. Bij een hardere wind kan een scherpere koers gevaren worden, maar is er meestal meer golfslag. Met de sloep tuigage kan in principe het scherpst gevaren worden. Dit is echter ook afhankelijk van de windweerstand op het schip, veroorzaakt door de masten, touwen, hutten en andere voorwerpen die luchtweerstand veroorzaken. Daarnaast speelt de effectiviteit van de kiel/zwaard/romp om het zijwaarts afdrijven te verhinderen een grote rol. Tevens dient de romp zo glad mogelijk te zijn (geen algen- en schelpengroei) om de weerstand in de vaarrichting te beperken. De mate dat een schip scherp kan zeilen is een maatstaf van hoe goed een schip kan zeilen en een punt van eer voor elke schipper met een zeilhart.
- Planeren. Indien de rompvorm het toelaat, kan het beperkende effect van de rompsnelheid vermeden worden, doordat de romp meer over het water glijdt, dan dat hij zich erdoorheen dwingt. Met name schepen waarvan de onderkant van de romp enigszins vlak is, zijn relatief gemakkelijk tot planeren te brengen.
- Hellingshoek. De wind grijpt aan boven het waterniveau, waardoor er een koppel ontstaat dat het schip doet hellen. De arm van dat koppel is de afstand tussen het zeilpunt en het lateraal punt. Er ontstaat om twee redenen een tegenwerkend moment. De romp komt asymmetrisch in het water te liggen, waardoor aan de lage kant de opwaartse kracht van het water toeneemt. Dit effect wordt versterkt doordat ballast, die vaak laag, of onderaan een zeilboot is aangebracht, meer zijdelings komt te liggen. Zie ook het artikel Scheepsstabiliteit. De hellingshoek speelt ook bij het stuurgedrag van het schip een rol. Indien het schip helt, neemt het effectieve zeiloppervlak af, evenals de efficiency van het zeil. Dit geldt ook voor het onderwaterschip. De waterlijnlengte neemt dan enigszins toe, wat een verhoging van de rompsnelheid tot gevolg heeft. Ook zal de werking van het roer veranderen doordat het effectieve roeroppervlak vermindert en het stromingspatroon rond het roer verandert. Soms worden om die reden twee roeren toegepast, ter linker- en ter rechterzijde van de spiegel. Voor catamarans geldt het effect van varen onder helling veel minder. Enkelrompsschepen hebben door het afnemende moment van de kracht op het zeil en het toenemende oprichtende moment van de ballast een "ingebouwde" veiligheid tegen overbelasting: bij een hellend schip neemt het hellend koppel af en het oprichtend moment toe. Hoewel catamarans een grote weerstand bieden tegen grote zijwind, zal bij grotere helling plotseling het oprichtend koppel sterk afnemen; de catamaran kan dan plotseling kapseizen.

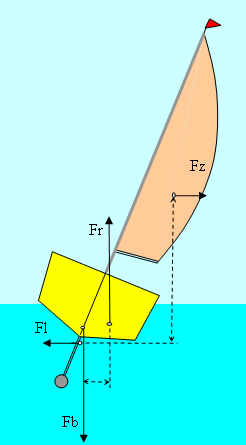
Op het schip werkt het kenterend moment van windkracht Fz en de waterweerstand Fl en het richtend moment, veroorzaakt door de stabiliteit van het schip. Fr is de opwaartse kracht van het onderwaterschip, Fb het gewicht van het deplacement.

### Koersveranderingen
Omdat een zeilschip niet altijd in dezelfde richting vaart, zijn koersveranderingen nodig.
- oploeven
- afvallen
- wenden

Iedere koers vraagt om zijn eigen optimale stand van de zeilen, zodat de stand van de zeilen aangepast moet worden bij een koersverandering.
- aanhalen
- vieren
- overstag gaan
- gijpen

## Zeilterminologie
In de wereld van de zeilvaart worden allerlei termen gebruikt om de zaken die van belang zijn voor het veilig varen goed te kunnen benoemen. Zie ook het artikel scheepvaart van A tot Z.
- bakboord
- stuurboord
- aan de wind
- in de wind
- dode hoek
- halve wind
- ruime wind
- voor de wind
- hogerwal
- lagerwal
- loefzijde
- lijzijde

Deze termen worden ook bij windsurfen gebruikt.

### Tuigage
Tuigage is de verzamelnaam voor alle zeilen, staand (vast) en lopend (beweegbaar) want, het touwwerk en de rondhouten die nodig zijn om een schip voort te bewegen en om een schip te laten ankeren. De aan boord aanwezige hijstoestellen voor het laden en lossen van lading behoren evenals de sloepen ook tot de tuigage. Tot de tuigage behoren onder meer:
- val
- schoot
- zeilen
  - grootzeil
  - fok
  - genua
  - kluiver
  - spinnaker
  - Gennaker
  - halfwinder
  - aap
- verstaging
- touwwerk
- rondhouten

## Gebruik van zeilschepen
Zowel recreatief als competitief wordt er over de hele wereld gezeild. In bepaalde streken heeft de zeilvaart nog een commerciële functie. Dit betreft dan met name streken in de derde wereld, waar het gebruik van benzinemotoren om financiële redenen niet mogelijk is. Motorvaart heeft de beroepszeilvaart vrijwel geheel verdrongen. Zeilschepen zijn relatief langzaam en vragen vooral meer traditioneel vakmanschap, dat met de jaren in ontwikkelde landen schaarser wordt. Voor de huidige tijd is zeilvaart te veel afhankelijk van de weersomstandigheden, hetgeen het plannen van reizen lastiger maakt.

### Recreatief zeilen
In Nederland wordt op vele plaatsen gebruikgemaakt van het alom aanwezige water voor het zeilen. Overal waar een wat groter wateroppervlak is, kun je zeilende schepen aantreffen. De kleine bootjes aan de rand en op de kleinere plassen, de grote schepen op zee, op het IJsselmeer, de Waddenzee en in de Zeeuwse wateren of het Friese merengebied.
Bootjes zijn in vele maten beschikbaar, van de kleinste piraatjolletjes en zeilkano's, geschikt voor één niet al te zwaar persoon, tot de grote zeilschepen als de Oosterschelde of de Stad Amsterdam.
Zeilen is zeer goed mogelijk vanaf jonge leeftijd, men kan leren zeilen op een zeilkamp of op een waterplas in de buurt. Bovendien kan men blijven zeilen tot op late leeftijd. Kleine "scheepjes" zijn al beschikbaar vanaf een paar honderd euro.

### Modelzeilen
Ook op schaal wordt er druk gezeild met modellen die zijn voorzien van radiografische besturing. En net zoals met de grote zeilboten is er ook weer de onderverdeling in recreatief zeilen en zeilen als wedstrijdsport.

### Wedstrijdzeilen
Een zeilwedstrijd wordt meestal een regatta genoemd.
De grootste wedstrijden in de zeilsport zijn de Volvo Ocean Race (voorheen Whitbread Round The World Race) en de America's Cup. En voor solozeilers is het de Vendée Globe, alleen non-stop rond de wereld. Kleine zusje is de MiniTransat. Deze wedstrijden zijn uitermate spectaculair en worden in grote zeilboten gevaren.
Van een heel ander kaliber is het Zeilen op de Olympische Zomerspelen. In een aantal olympische klassen vinden daar ook wedstrijden plaats.
Verder zijn er in diverse klassen wedstrijden op regionaal en/of nationaal niveau.
De Sneekweek is het grootste zeilevenement op binnenwater in Europa. Het evenement wordt gehouden vanaf de vrijdag voor de eerste zaterdag in augustus in de stad Sneek.
De Kaagweek is de oudste wedstrijdzeilweek van Nederland. De wedstrijden vinden sinds 1918 ieder jaar plaats op de Kagerplassen, met uitzondering van de oorlogsjaren 1943, 1944 en 1945. Bijzonder zijn ook de botterwedstrijden bij Spakenburg. Wekelijks staat het Eemmeer bij Spakenburg in het teken van de DinsdagAvond Rond- en Platbodemcompetitie (DARP) (sinds 1984), en elk jaar vindt hier de Zuidwal (sinds 1974) plaats. Botters zijn traditionele vissersboten die vroeger de Zuiderzee bezeilden.
Ook bekend zijn de wedstrijden in Friesland met skûtsjes, traditionele vrachtschepen uit het begin van de 20e eeuw. Het Skûtsjesilen wordt altijd in de eerste twee weken van de noordelijke bouwvakvakantie gehouden. Daarbij wordt een vast wedstrijdschema gehanteerd.
Een bekende zeilrace in Nederland is ook de Ronde om Texel, een wedstrijd om het eiland Texel. Het is het grootste open catamaran-evenement in de wereld, met 500 tot 700 deelnemende boten. Een andere Nederlandse zeilwedstrijd is de Bontekoerace op het Markermeer.
De grootste Nederlandse solo zeilrace is de 200 Myls Solo Zeilrace zeilrace, waarvoor ieder jaar meer dan 300 inschrijvingen zijn. Van deze 300 zeilers worden er maar 80 toegelaten tot de race.
De allereerste trans-Atlantische solo zeilwedstrijd is de OSTAR (Original Single-handed Trans-Atlantic Race). In 1960 werd de eerste OSTAR georganiseerd, die vijf deelnemers telde. Alle vijf haalden de finish in Amerika. De race staat nu nog steeds bekend als de een na zwaarste solo zeilrace ter wereld. De race wordt om de vier jaar georganiseerd door de RWYC in Engeland. De laatste editie werd in 2009 gehouden, waarbij de Nederlander Jan Kees Lampe de "line honours" won en als derde finishte in de IRC 3 klasse.
Er zijn verschillende vormen van wedstrijdzeilen:
- Fleetracen (populairste)
- Matchracen
- Modelzeilen
- Teamzeilen
- Jeugdzeilen

De jeugdzeilsport is groot in Nederland. Zowel op lokaal, regionaal en nationaal niveau worden in het seizoen, van maart tot november, zeer veel jeugdwedstrijden georganiseerd bij een vereniging. Hier worden lokaal vaak clubwedstrijden gevaren. Op regionaal niveau worden tussen verenigingen onderling de Combi's gevaren, hier wordt het meeste in optimisten gevaren, maak ook in de splash en RS Feva. Op nationaal niveau worden verschillende wedstrijden gevaren, de grootste en bekendste is de United 4. Dit is een wedstrijd reeks over 4 weekenden verdeel over het seizoen. De grootste jeugdwedstrijd in Europa wordt ook elk jaar in Nederland gehouden, de Dutch Youth Regatta (DYR). Dit evenement wordt gevaren op het IJsselmeer bij de Friese stad Workum. De organisatie is in handen van het NPJ, een non-profitorganisatie die het jeugdzeilen stimuleert in Nederland.
Evenementen
Internationale voorbeelden hiervan zijn:
- Heineken Regatta Zeilwedstrijd rond het eiland Sint Maarten in de Caribbean
- Olympische Spelen
- Volvo Ocean Race (voorheen Whitbread Race Around the World)
- Vendée Globe
- Tall Ships' Race (voorheen Cutty Sark Race)
- OSTAR (Original Single-handed Trans-Atlantic Race)
- Vintage Yachting Games
- Race of the Classics kortweg Rees, de grootste zeilrace voor non-professionals (merendeel studenten) op klassieke schepen in Europa, volledig georganiseerd door studenten

In Nederland:
- 200 Myls 'SOLO' Zeilrace
- 24-uurs Zeilrace
- North Sea Regatta
- Ronde om Texel
- Skûtsjesilen
- Slag in de Rondte
- Kaagweek
- Sneekweek
- Holland Regatta
- Berenburgcup
- Driekwartrace
- Nederlands Studenten Kampioenschap
- Zuidwal (het grootste zeilevenement in Nederland voor rond- platbodems)
- Koster tot Kapelaan (wedstrijd over het IJsselmeer voor rond- en platbodems)
- Strontrace

Matchracen:
- America's Cup

## Spreekwoorden en gezegdes
Door de grote betekenis van de zeilvaart in onze gewesten is een fors aantal uitdrukkingen uit de zeilwereld overgenomen in het normale spraakgebruik als spreekwoord of gezegde. Deze zegswijzen hebben een overdrachtelijke betekenis gekregen die vaak niets meer met de zeilwereld te maken heeft.

Een aantal voorbeelden daarvan zijn:
- Iemand de loef afsteken
- Het gaat hem voor de wind (het gaat m goed)
- De wind mee hebben / de wind in de zeilen hebben
- De wind uit de zeilen nemen (iets zeggen waardoor je kritiek voor bent)
- De wind van voren krijgen (op je kop krijgen)
- Scherp aan de wind zeilen (risico's nemen om het maximale er uit te halen)
- Met alle winden meewaaien (je mening eenvoudig aanpassen aan de heersende mening)
- De zeilen hijsen (vertrekken)
- Aan lager wal geraken
- Overstag gaan/bakzeil halen (van mening veranderen / terugtrekken)
- Een oogje in het zeil houden (de boel in de gaten houden)
- Alle zeilen bijzetten (je uiterste best doen)
- Ergens in verzeild raken (ongewild betrokken raken)
- Het reilen en zeilen
- Met zeil en treil (met alles erop en eraan)
- Er is geen land met hem/haar te bezeilen (met hem/heer is niets te beginnen)
- Iemand voor 't lapje houden (voor de gek houden)
- Iemand in de wind zetten
- De bramzeilen bijzetten (je uiterste best doen)
- Onder zeil gaan (gaan slapen)
- Je kan de richting van de wind niet veranderen, wel de stand van je zeilen (het resultaat hangt af van je aanpassingsvermogen)
- Het zeil hoog in top hijsen / zetten (een zo goed mogelijke vertoning geven)
- Een reef in het zeil doen (uitgaven verminderen)
- Zijn schip voert te grote zeilen (geeft te veel geld uit)
- Hij heeft het zeil ingebonden (uitgaven beperken)
- Iemand in zijn kielwater zeilen (vlak achter iemand aan gaan)
- Achteruit zeilen (achteruit gaan)
- Met onbevaren volk is het slecht zeilen (moeilijk werken met onervaren mensen)
- Het zeil strijken voor iemand (voor iemand onderdoen)
- Op eigen kompas zeilen (naar eigen inzicht handelen)
- Met een staand zeil (boos)
- Onder een staand zeiltje is het goed roeien (met een klein vast inkomen kun je je veroorloven andere dingen te doen)
- Voor top en takel drijven (zonder zeil varen, de storm uitvaren)